# Zachodnioukraińska Republika Ludowa

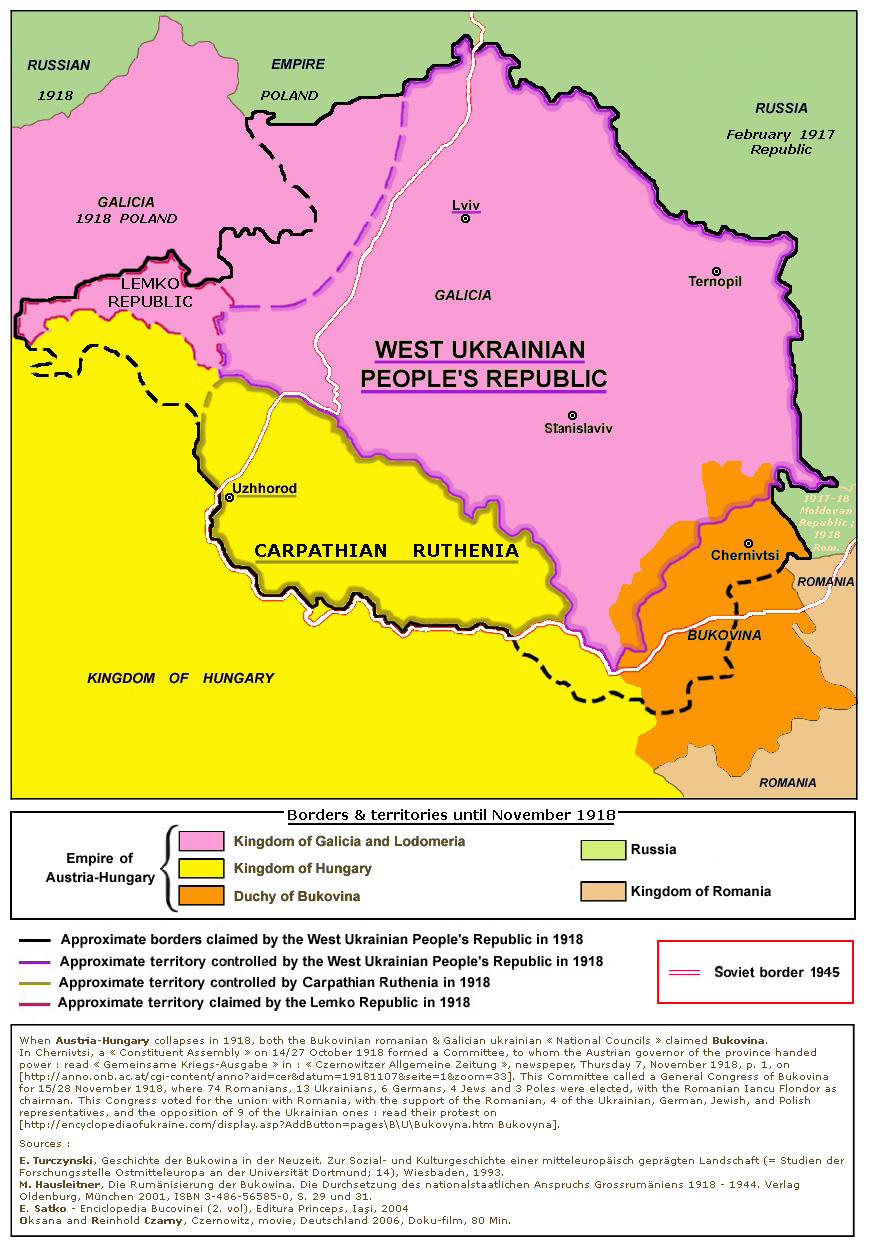
Terytorium do którego pretendowała ZURL

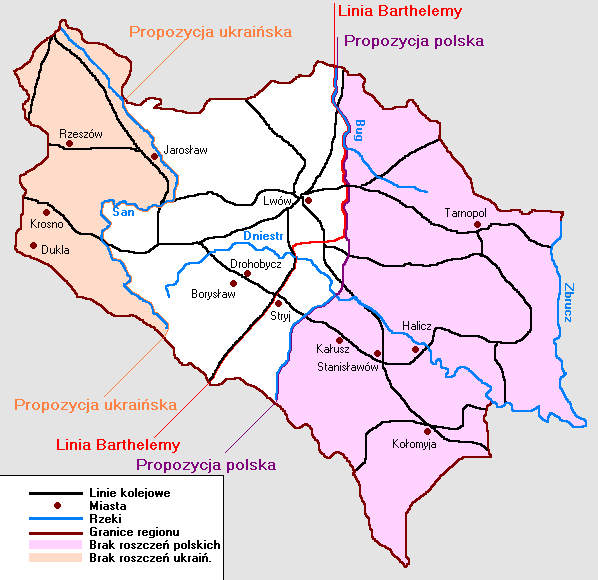
Mapa Galicji Wschodniej z propozycjami podziału styczeń-luty 1919. Zaznaczona linia Barthélemy’ego.

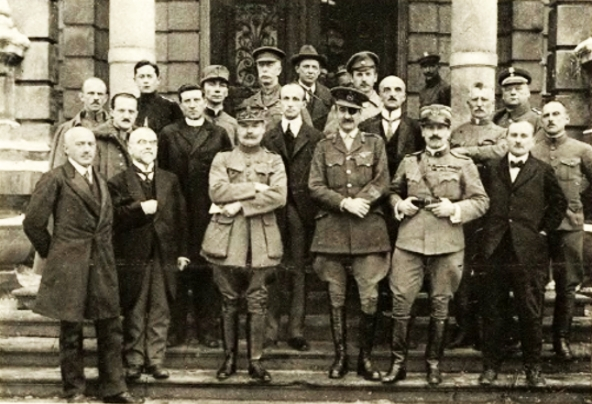
Misja międzyaliancka we Lwowie. Spotkanie z delegacją Zachodnioukraińskiej Republiki Ludowej 28 lutego 1919. W środku od lewej: gen. Joseph Barthélemy, Robert Howard Lord, płk Adrian Carton de Wiart, mjr Giuseppe Stabile

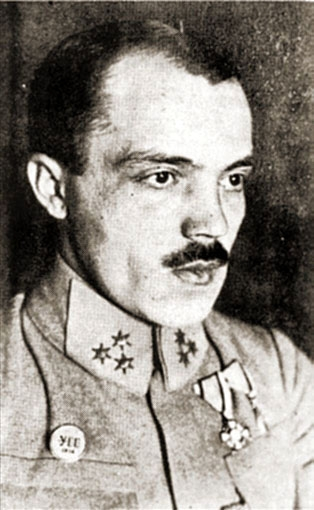
Dmytro Witowski

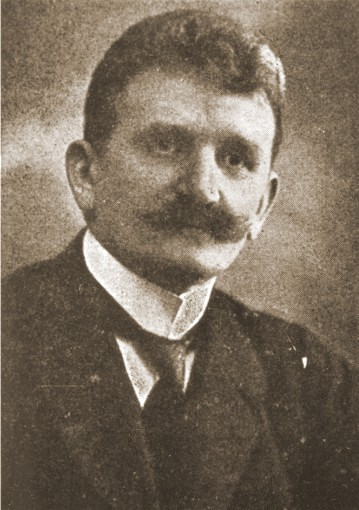
Jewhen Petruszewycz

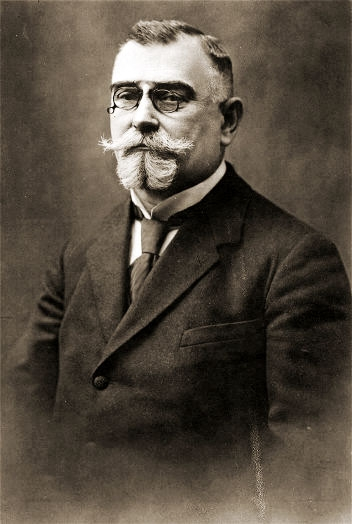
Kost Łewycki

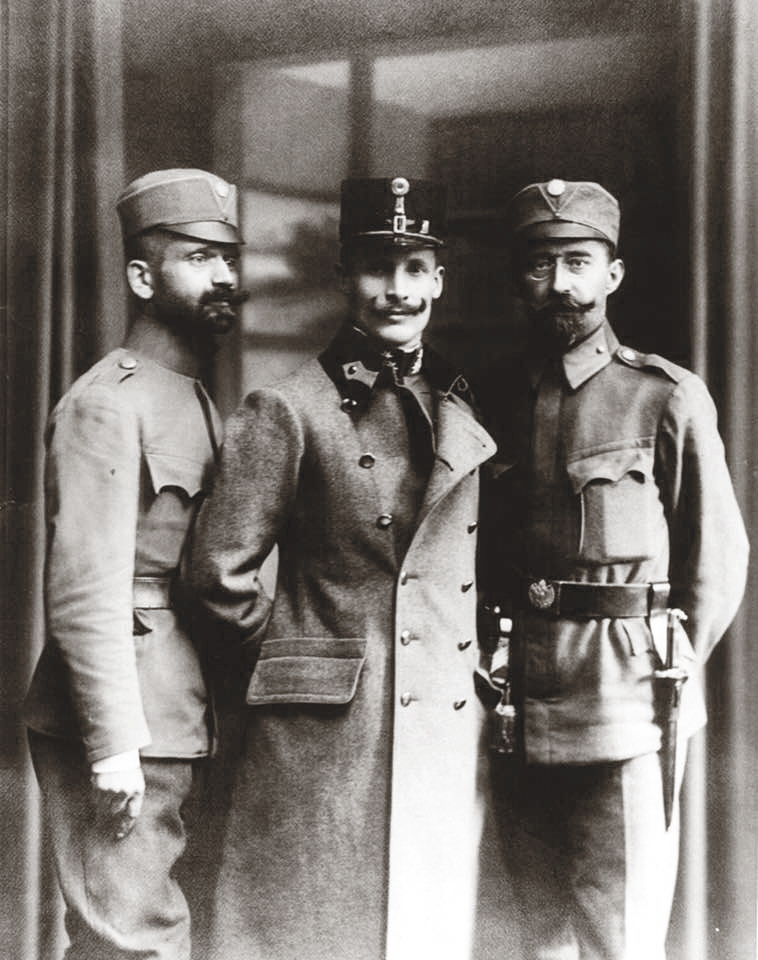
Iwan Boberski, Mychajło Wołoszyn i Longyn Cehelski w mundurach Strzelców Siczowych – 1918

Zachodnioukraińska Republika Ludowa (ZURL, ukr. Західно-Українська Народна Республіка) (do 13 listopada 1918 Państwo Ukraińskie, po 22 stycznia 1919 Zachodni Obwód Ukraińskiej Republiki Ludowej, ukr. Західна Область Української Народної Республіки (ZOURL)) – jedno z dwóch państw ukraińskich (obok Ukraińskiej Republiki Ludowej) powstałych w wyniku I wojny światowej. Sprawowało kontrolę nad większością terytorium Galicji Wschodniej pomiędzy 1 listopada 1918 a 16 lipca 1919 roku, przy czym jego granice, w związku z prowadzoną wojną polsko-ukraińską nie miały w tym czasie charakteru trwałego.

## Historia
Pod koniec I wojny światowej, wobec klęski militarnej państw centralnych, w tym wielonarodowej monarchii austro-węgierskiej, zaistniały warunki do odzyskania lub uzyskania niepodległości przez wiele narodów Europy Centralnej i Wschodniej.
Na początku października 1918 klub ukraiński w parlamencie Przedlitawii (austriackiej części monarchii) postanowił zwołać do Lwowa mężów zaufania z Galicji Wschodniej, Bukowiny i Rusi Zakarpackiej (Węgierskiej). 16 października 1918 cesarz Austrii, Karol I wydał manifest Do moich wiernych austriackich ludów, zapowiadający przekształcenie dualistycznych Austro-Węgier w państwo federalne. 19 października 1918 na zjeździe we Lwowie ukonstytuowała się Ukraińska Rada Narodowa. Przyjęła ona rezolucję o utworzeniu państwa ukraińskiego (jako części federacyjnej monarchii austriackiej), w którego skład miała wejść m.in. wschodnia Galicja wraz z Łemkowszczyzną; poza tym odrzucono równoległe roszczenia Rady Regencyjnej Królestwa Polskiego do ziemi halickiej i włodzimierskiej. W październiku 1918 Ukraińska Rada Narodowa nie wypowiedziała się w sprawie zjednoczenia z Hetmanatem, co więcej – podkreślano odrębność od państwa ukraińskiego nad Dnieprem. Deklaracja Rady w sprawie połączenia z reaktywowaną po obaleniu Pawła Skoropadskiego Ukraińską Republiką Ludową nastąpiła 22 stycznia 1919.
Zachodnioukraińska Republika Ludowa proklamowała niepodległość 1 listopada 1918 jako Państwo Ukraińskie, po zajęciu przez ukraińskie oddziały wojskowe najważniejszych gmachów publicznych i obiektów wojskowych Lwowa. Miała to być państwowość w ramach federacyjnego państwa austriackiego, zgodnie z manifestem cesarza Karola I z 16 października 1918.
Przewodniczącym Ukraińskiej Rady Narodowej został Jewhen Petruszewycz. 9 listopada 1918 na posiedzeniu Ukraińskiej Rady Narodowej powołano rząd (Sekretariat Państwowy), którego premierem został Kost Łewyćkyj. Rząd był koalicyjny, z przewagą Ukraińskiej Partii Narodowo-Demokratycznej (ośmiu sekretarzy-ministrów), do rządu weszły również: Partia Chrześcijańsko-Społeczna, Ukraińska Partia Radykalna, Ukraińska Partia Socjal-Demokratyczna i politycy bezpartyjni.
13 listopada 1918 Ukraińska Rada Narodowa proklamowała niepodległość państwa w formie republikańskiej i przyjęła dlań nazwę Zachodnioukraińska Republika Ludowa. Prawne podstawy państwa określała przyjęta 13 listopada 1918 Tymczasowa ustawa zasadnicza o niezależności państwowej ziem ukraińskich byłej monarchii austro-węgierskiej (konstytucja ZURL).
ZURL, powołując się na zasadę samostanowienia narodów, pretendowała do władzy na obszarach uznawanych za ziemie etnograficznie ukraińskie, należących do krajów koronnych Przedlitawii: Galicji i Lodomerii (Galicja Wschodnia po rzekę San i Łemkowszczyzna) i Bukowiny (północno-wschodnia część z miastami Seret, Czerniowce i Storożyniec), oraz Rusi Zakarpackiej (komitatów: Szepes (Spisz), Sáros (Szarysz), Zemplén (Zemplin), Ung (Uż), Bereg (Berehowo) Ugocsa i Máramaros (Marmarosz)) ze składu Królestwa Węgier (Zalitawii), zgodnie z mapą Ethnographische Karte der österreichischen Monarchie Karla Czerniga. Bukowina i ziemie dawnego Królestwa Węgier zostały w krótkim czasie zajęte przez wojska rumuńskie i czechosłowackie.
Ponieważ ZURL miało obejmować ziemie sporne między Polakami a Ukraińcami w Galicji (granice etniczne były niemożliwe do ustalenia), państwo to od razu znalazło się w stanie wojny z oddziałami polskich ochotników w Galicji Wschodniej, a w konsekwencji ich wsparcia przez regularne Wojsko Polskie (tzw. odsiecz przemyska) – wojny z odrodzonym państwem polskim. W wyniku zaciętych walk Polacy jeszcze w listopadzie, po wycofaniu wojsk ukraińskich przejęli kontrolę nad Lwowem. Nie oznaczało to jednak zakończenia konfliktu. Rząd zachodnioukraiński przeniósł się do Tarnopola, a następnie do Stanisławowa.
22 stycznia 1919 na placu Sofijskim w Kijowie ogłoszono o zawarciu Aktu Zjednoczenia pomiędzy Ukraińską Republiką Ludową a Zachodnioukraińską Republiką Ludową, na mocy którego oba państwa połączyły się, przy czym ZURL zachowała autonomię jako Zachodni Obwód Ukraińskiej Republiki Ludowej (ukr. Західна Область Української Народної Республіки – ZOUNR, ZOURL).
W maju 1919 Ukraińska Armia Halicka wspólnie z oddziałami URL wyruszyły, aby wesprzeć antybolszewickie powstanie na Naddnieprzu. Równolegle na Ukrainę uderzyły wojska Białych Rosjan (Armia Ochotnicza) Denikina, które walczyły zarówno z bolszewikami, jak i z wojskami ukraińskimi (Armia Czynna URL). Po załamaniu się w październiku 1919 r. ofensywy Denikina na Moskwę pod Orłem nastąpił rozpad armii białych Rosjan i ich szybki odwrót na południe. W konsekwencji w grudniu 1919 r. Armia Czerwona ponownie zajęła Kijów, przejmując go z rąk Białych. Oddziały URL tworzyły wówczas enklawę państwowości ukraińskiej w rejonie Kamieńca Podolskiego, zaś UHA najpierw połączyła się z Siłami Zbrojnymi Południa Rosji Denikina (listopad 1919), a po ich klęsce i wycofaniu się na Krym, zawarła porozumienie z bolszewikami i została wcielona do Armii Czerwonej jako tzw. Czerwona Ukraińska Armia Halicka (CzUHA).
7 maja 1919 Rada Komisarzy Ludowych USRR wystosowała notę do rządu ZURL w sprawie pomocy oraz propozycji podpisania porozumienia w sprawie wyznaczenia linii demarkacyjnej, jednak rząd ZURL nie odpowiedział na tę notę.
ZURL zakończyła swe istnienie 16 lipca 1919, kiedy ostatnie oddziały Ukraińskiej Armii Halickiej zostały wyparte po ciężkich walkach (Jazłowiec) przez ofensywę Wojska Polskiego za Zbrucz. Emigracyjny rząd ZURL działał w Wiedniu do 1923 roku, kiedy stało się jasne, że starania o korzystną dla Ukraińców decyzję Ententy są bezskuteczne.
Przywódcy ZURL prezentowali postawę bezkompromisową, której podstawą była granica na Sanie (hasło Lachy za San!), nie do przyjęcia dla strony polskiej. Z tego powodu konsekwentnie odrzucali wszystkie proponowane linie podziału Galicji Wschodniej pozostawiające Lwów po stronie polskiej, nawet gdy pozostawiały one jednocześnie większość terytorium spornego (i ludności) po stronie ukraińskiej. Propozycja misji gen. Josepha Barthélemy’ego z lutego 1919 r. pośredniczącej w rozmowach o polsko-ukraińskie zawieszenie broni została odrzucona właśnie z tego względu przez ZURL, pomimo że jej konsekwencją byłoby uznanie przez mocarstwa Ententy (w trakcie trwającej wówczas paryskiej konferencji pokojowej) ZURL jako niepodległego państwa. Przywódcy zachodnioukraińscy lekceważyli też znacznie poważniejsze  niebezpieczeństwo ze strony czerwonej Rosji, mimo że Symon Petlura nalegał na rozejm z Polakami, a delegaci Ukraińców galicyjskich brali udział w negocjacjach Andrija Liwyckiego prowadzonych jesienią 1919 r. w Warszawie i zakończonych sojuszem polsko-ukraińskim z kwietnia 1920 r. Delegaci rządu ZURL upełnomocnieni przez Jewhena Petruszewycza ze Stepanem Wytwyckim na czele wycofali się z rozmów w grudniu 1919 r. po zgodzie Petlury na zrzeczenie się na rzecz Polski Galicji Wschodniej i Wołynia, pomimo deklaracji strony polskiej o autonomicznym statusie Galicji i wzajemnych gwarancjach dla ochrony praw Polaków i Ukraińców w obu państwach.
Odmowa zawarcia w roku 1919 kompromisu terytorialnego z Polską (podział spornych obszarów Galicji Wschodniej i Wołynia pomiędzy oba państwa) oraz wsparcia organizacyjnego i kadrowego Ukraińskiej Republiki Ludowej w czasie wyprawy kijowskiej 1920 r. przez polityków i wojskowych ZURL była jedną z najistotniejszych przyczyn tego, że niepodległe demokratyczne państwo ukraińskie (URL) po 1920 r. nie przetrwało w jakimkolwiek kształcie terytorialnym.

### Sytuacja Polaków w ZURL

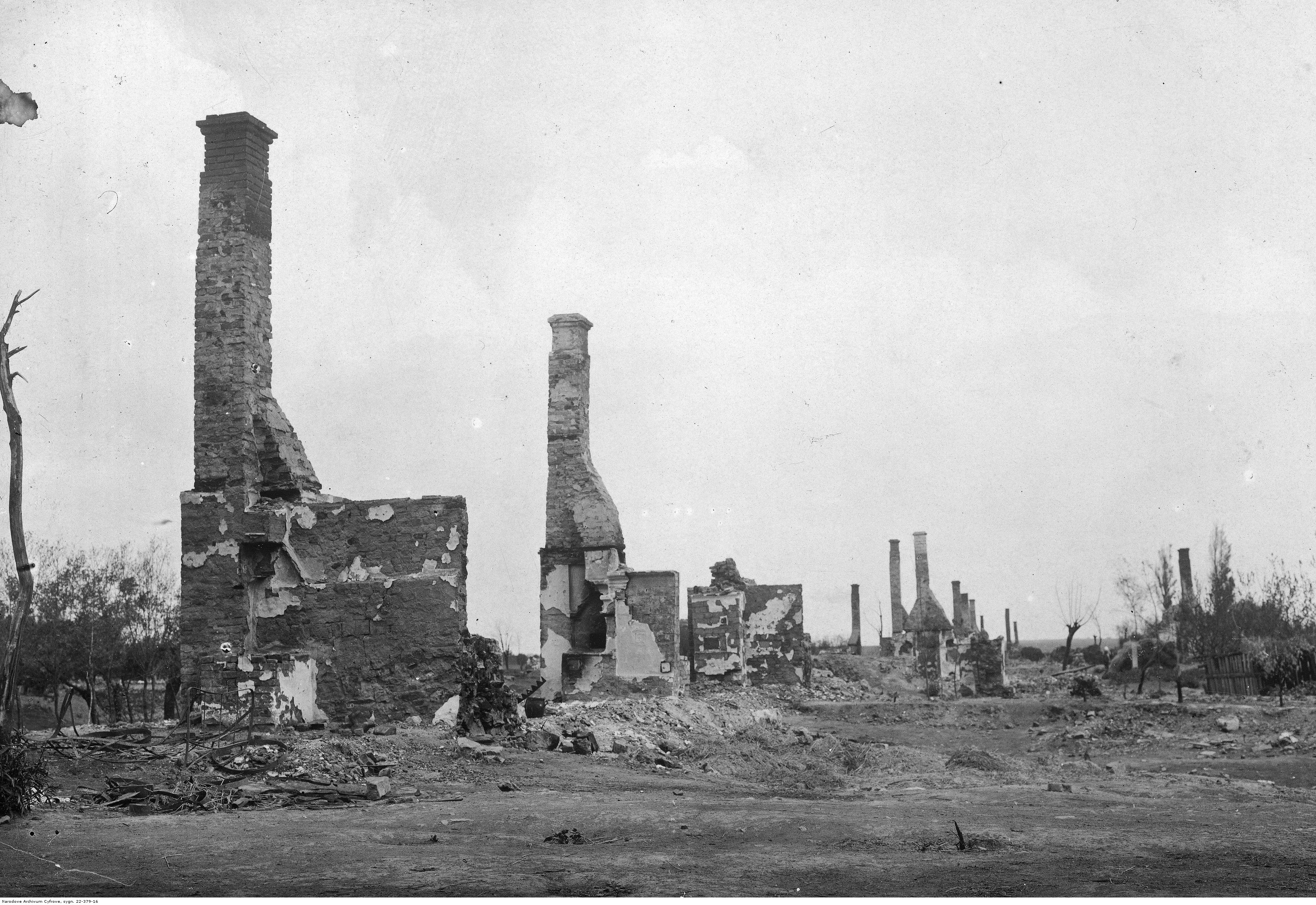
Ruiny Sokolnik spacyfikowanych przez oddziały UHA

Zdaniem Rafała Galuby, Zachodnioukraińska Republika Ludowa traktowała Polaków mieszkających na jej terytorium jako obywateli drugiej kategorii. Nowo powołana władza ukraińska na terenie obszaru Galicji Wschodniej nakazała zdejmowanie polskich napisów i szyldów i zastępowanie ich ukraińskimi, pomimo że ustawa zasadnicza ZURL przewidywała stosowanie dwujęzycznego nazewnictwa obiektów topograficznych na terenach zamieszkałych w większości lub w znacznym odsetku przez mniejszości narodowe oraz gwarantowała im prawo do używania własnego języka jako pomocniczego języka urzędowego. Zamykano polskie szkoły, a od dotychczasowych urzędników państwowych Monarchii Austro-Węgierskiej wymagano złożenia przysięgi na wierność Zachodnioukraińskiej Republice Ludowej, czego urzędnicy narodowości polskiej konsekwentnie odmawiali, w związku z czym zostali pozbawieni swoich stanowisk.
Państwo zachodnioukraińskie utworzyło liczne obozy internowania dla polskich jeńców wojennych, a także dla ludności cywilnej. Panowały w nich fatalne warunki bytowe – były to nieogrzewane zimą drewniane baraki, bez łóżek, pościeli i opieki lekarskiej. Jeńców głodzono, zdarzały się przypadki okradania, bicia, torturowania i rozstrzeliwania jeńców polskich. Internowanych wykorzystywano także do prac ponad siłę, w warunkach niskich temperatur bez odpowiedniej odzieży przy robotach kolejowo-torowych, drogowych i innych. W obozach notowano wysoką zachorowalność i śmiertelność wskutek chorób zakaźnych, zwłaszcza tyfusu.

Z zasady zawsze chorych mieszano ze zdrowymi i nowo przybyłymi, stąd szybkie rozprzestrzenianie choroby. W tej sytuacji nietrudno obwiniać organizatorów tych obozów o rozmyślne dążenie do wyniszczenia jak największej liczby Polaków.

W obozie w Kosowie zmarło prawie 900 osób (na 1500), w Mikulińcach według różnych źródeł od 300 do 600 (na tyfus plamisty), w Kołomyi 100, w Brzeżanach, wskutek przetrzymywania w nieogrzewanych barakach przy temp. do -20 stopni, 16 (na 40). Inne obozy dla Polaków utworzono m.in. w Żółkwi, Złoczowie, Tarnopolu, Strusowie, czy Jazłowcu, były one głównie znane ze względu na okrucieństwo stosowanych tam metod.
Ludność cywilna Galicji Wschodniej, niezależnie od narodowości, cierpiała z powodu powszechnych rekwizycji przeprowadzanych przez Ukraińską Armię Halicką; dwory polskie były niszczone przez chłopów, żołnierze UHA przeprowadzali liczne rekwizycje również we wsiach „ruskich”, co wywoływało protesty chłopów ukraińskich. Żołnierze ukraińscy bezcześcili kościoły rzymskokatolickie (niszczono figury świętych, urządzano tańce), szykanowano duchowieństwo.
Duchowieństwo greckokatolickie narodowości ukraińskiej poparło czynnie utworzenie Zachodnioukraińskiej Republiki Ludowej, zajmując również stanowiska świeckie, m.in. w radach narodowych, komisariatach powiatowych i gminnych ZURL, czy komisariatach poborowych UHA. Analogicznie duchowieństwo polskie (w tym arcybiskup lwowski obrządku ormiańskokatolickiego Józef Teodorowicz – poseł na Sejm Ustawodawczy i senator RP) czynnie uczestniczyło w budowie II Rzeczypospolitej. Bezpośrednia aktywność polityczna duchowieństwa została zakazana przez papieża Piusa XI w 1923 r. 
Ukraińscy duchowni nawoływali do wstępowania do Ukraińskiej Armii Halickiej, zdarzały się z ich strony przypadki organizacji antypolskich wieców i agitacji do walki z Polską. O wrogiej postawie wobec narodu polskiego kleru ukraińskiego pisał m.in. w swoim liście z dnia 31 marca 1920 roku arcybiskup lwowski obrządku łacińskiego Józef Bilczewski, oraz dowódca wojsk polskich w Galicji Wschodniej gen. Tadeusz Rozwadowski, który zapisał: W czasie trwania walk zbrojnych duchowni greckokatoliccy całkowicie solidaryzowali się zarówno z organizatorami życia politycznego, jak i z ludem dokonującym mordów i rabunków na ludności i mieniu polskim. Ze strony duchowieństwa unickiego nie padł ani jeden głos protestu przeciwko gwałtom i okrucieństwom, nie został podjęty ani jeden krok zmierzający do położenia kresu bezmyślnemu pastwieniu się nad cywilną ludnością polską i polskimi jeńcami.
Wiosną 1919 w miastach na terenach pozostających pod władzą ZURL (Tarnopol, Stanisławów) ludność polska była dyskryminowana przy rozdziale artykułów żywnościowych w stosunku do Ukraińców i Żydów. W miastach i powiatach Polaków zmuszono do samodzielnego zapewnienia sobie wyżywienia, ponieważ administracja ZURL odmówiła zaopatrzenia w żywność ludności polskiej. Wszystkie polskie organizacje charytatywne i opiekuńcze zostały zamknięte, a ich majątek skonfiskowany pod pretekstem zdrady stanu.
Doniesienia o zbrodniach dokonywanych na Polakach pod rządami ZURL wstrząsały polską opinią publiczną. Szczególnie bulwersowały przypadki okrutnych tortur, oraz zbrodni wojennych na polskiej ludności cywilnej, jak spalenie podlwowskiej wsi Sokolniki, gdzie podczas akcji pacyfikacyjnej żołnierze UHA spalili ok. 500 gospodarstw i zabili ponad 50 osób, Biłki Szlacheckiej (spalono 96 gospodarstw, zginęło 28 osób), czy też dokonanie licznych morderstw polskich mieszkańców Złoczowa, Dawidowa, Biłki Królewskiej i spalenie ich zabudowań.

Z biegiem czasu okrucieństw było coraz więcej. Niekiedy polska ludność starała się uprzedzić działania wojska i samorzutnie opanować miasta. Czasem kończyło się to tragicznie. Tak było w Stanisławowie, gdzie siedmiu małoletnich chłopców polskich dostało się do niewoli. Zostali zamordowani, a ekshumacja wykazała, że mieli wydarte oczy, języki i poobcinane uszy.

Dla zbadania tych zbrodni powołano specjalną komisję sejmową. Na jej czele stanął poseł Jan Zamorski ze Związku Ludowo-Narodowego. Komisja ustaliła, że Ukraińcy dopuścili się względem Polaków w ZURL różnorodnych przestępstw: morderstw, rabunków, podpaleń, niszczenia mienia i innych zbrodni. Kapitulację wojsk ukraińskich i wyrażenia zgody na powołanie wspólnej komisji polsko-ukraińskiej w celu zbadania przestępstw popełnionych na obszarze ZURL proponował (w odpowiedzi na ukraiński postulat zawieszenia broni) jeszcze w czasie trwania konfliktu polski dowódca frontu galicyjsko-wołyńskiego generał Wacław Iwaszkiewicz-Rudoszański, wówczas propozycja ta została przez stronę ukraińską odrzucona.
Problem polegał na tym, że poseł Zamorski, który stanął na czele sejmowej komisji mającej zbadać ukraińskie zbrodnie, nie był obiektywny. Zamorski posunął się do porównania tych wydarzeń do rzezi humańskiej (swoje sejmowe przemówienie na temat ukraińskich zbrodni wojennych, wygłoszone w 1919 roku, zatytułował „O okrucieństwach hajdamackich”). Polacy w czasie tej wojny nie byli bowiem wyłącznie niewinnymi ofiarami, a Ukraińcy krwawymi oprawcami. Wręcz przeciwnie – jak wynika z raportów wojennych z wielu powiatów Galicji Wschodniej, także żołnierze Wojska Polskiego dopuścili się na opanowywanych przez siebie w toku walk terenach licznych zbrodni wobec ludności ukraińskiej, włącznie z gwałtami, rabunkami, zamachami terrorystycznymi na przedstawicieli terenowej administracji państwowej ZURL oraz zabójstwami ludności cywilnej. Na terenach odbijanych z rąk Ukraińców Polacy wprowadzali niezwykle ostre represje: likwidowali ukraińskie instytucje kulturalne, zamykali ukraińskie szkoły, a także prześladowali greckokatolickie duchowieństwo. Metropolita Andrzej Szeptycki w lipcu 1919 w rozmowie z amerykańskim dyplomatą alarmował, że Polacy aresztowali 200 księży, a czterech z nich rozstrzelali bez procesu. W kościele seminaryjnym we Lwowie urządzono kinematograf dla żołnierzy polskich.
W czasie walk o Lwów, 16 listopada 1918 arcybiskupi lwowscy obrządku rzymskokatolickiego Józef Bilczewski i greckokatolickiego Andrzej Szeptycki we wspólnym liście wezwali polityków polskich i ukraińskich do wzajemnych ustępstw, aby zakończyć bratobójcze walki. Mediacja arcybiskupów doprowadziła do zawarcia 17 listopada we Lwowie zawieszenia broni, które po przedłużeniu obowiązywało do 21 listopada. 22 listopada 1918 wojska UHA, pomimo przewagi liczebnej, nieoczekiwanie wycofały się z granic Lwowa. 
Po zajęciu Lwowa, 22 listopada 1918 polskie władze wojskowe zatrzymały jako zakładników ukraińskich polityków: Juliana Romanczuka, Kyryła Studynśkiego, Wołodymyra Ochrymowycza, Wołodymyra Starosolskiego, Iwana Kiweluka, Wołodymyra Baczynśkiego, Iwana Kurowcia. Następnie rozpoczęto akcję internowania w obozach Ukraińców „podejrzanych o działalność na szkodę państwa polskiego”, w tym urzędników ZURL oraz żołnierzy Armii Halickiej. Utworzono obozy internowania m.in. w Brześciu, Dąbiu, Dęblinie, Kaliszu, Lwowie, Modlinie, Pikulicach, Przemyślu, Strzałkowie, Szczypiornie, Tarnopolu, Tomaszowie, Wadowicach, Wiśniczu. W końcu 1919 w obozach przebywało ogółem ok. 23-24 tysiące internowanych Ukraińców, a w sumie przewinęło się przez nie około 100 tysięcy Ukraińców. Około 20-25 tysięcy zmarło w obozach, głównie wskutek epidemii tyfusu i czerwonki.
W memoriale pt. System polskiej okupacji w Galicji Wschodniej, który 28 listopada 1919 strona ukraińska skierowała do Ligi Narodów, znalazła się długa lista nadużyć i szykan, jakich mieli dopuszczać się polscy okupanci:

Podczas zajęcia przez wojska polskie Galicji Wschodniej ludność była wyjęta spod prawa. Egzekucje Ukraińców bez sądu były rzeczą codzienną. Między innymi rozstrzelano ukraińskiego ministra rolnictwa p. Martinetza, sławnego kompozytora wielebnego Nijankowskiego i wielebnego Pidlaszewskiego, i Halibieja, którzy zostali skatowani i żywcem spaleni po uprzednim oblaniu naftą. Oprócz tego władze polskie przeprowadziły masowy areszt Ukraińców, z których jedni padli ofiarą sądów wojennych, inni zaś uwięzieni celem odsiedzenia kary lub też wepchnięci do obozów internowanych. Liczba internowanych i uwięzionych Ukraińców przewyższa 200 tysięcy i rośnie z każdą chwilą. W liczbie tej spotykamy samych patriotów, wpływowych i najbardziej czynnych spośród całej ludności, to znaczy księży, nauczycieli, urzędników, rzemieślników, włościan, mieszczan, robotników etc. bez różnicy wieku i płci. Wszyscy zostali wepchnięci do więzień i do obozów koncentracyjnych. Podczas aresztowania i transportowania nieszczęsne ofiary były traktowane w barbarzyński sposób i cierpiały głód. Wiele z nich miało połamane szczęki i zęby, wykłute oczy etc. (...) W więzieniach i obozach koncentracyjnych tortury, głód i epidemie wytwarzały setki ofiar dziennie. (...) „Robotnik”, dziennik warszawski, organ centralny partii PPS, nazywa obóz w Brześciu „obozem trupów” i charakteryzuje głód, jaki tam panuje, tym strasznym obrazem: „Internowani zbierają ziarna nieprzetrawione w kale końskim i gotują je z wiórami” (...). Pierwszy okres aresztowań i internowania rozpoczął się zaraz po zajęciu Galicji Wschodniej przez wojska polskie i objął cały kraj. Charakterystyczną cechą drugiego okresu jest nagonka prowadzona przez władze polskie przeciw ludności ukraińskiej pod pozorem rozbrajania. W pewnej wsi (Najuevycz w powiecie Drohobycz) zebrano dzieci w wieży kościelnej i podpalono, aby zmusić je do zeznania, gdzie rodzice pochowali broń. Trzeci okres, wiosna 1920 roku, obejmuje okolice m. Kosów w Karpatach. Na skutek głodu i straszliwych nadużyć władz, jak również i prowokacji agentów polskich, wybuchły tam rozruchy, które były stłumione przez wojska i sądy polowe polskie. Represje były okropne. Włościanie aresztowani otrzymywali setki kijów. Aresztowano nawet księży, którzy ze związanymi rękami w drodze do więzienia musieli iść piechotą dziesiątki kilometrów. Wioski rabowano i palono.

Opisywane wydarzenia znalazły także odbicie w późniejszej literaturze. Pisali o nich m.in. Kornel Makuszyński w Radosnych i smutnych (Warszawa 1922) oraz Jan Brzoza w Polskim Roku 1919 (Londyn 1988). Zarówno po stronie polskiej, jak i ukraińskiej wydawano także publikacje upamiętniające ofiary zbrodni wojennych z lat 1918-1919, np. Z krwawych dni Złoczowa 1919 r. wydaną przez Komitet Budowy Pomnika-Grobowca dla Ofiar Mordów Ukraińskich oraz dwutomową Krwawą księgę wydaną przez rząd ZURL na uchodźstwie w Wiedniu w 1921.

### Sytuacja Żydów w ZURL
Żydzi początkowo przychylnie odnosili się do ZURL. Z tego powodu otrzymali liczne prawa i przywileje, np. przy rozdziale żywności, których nie miała ludność polska. Część z nich masowo denuncjowała Polaków, co w poważny sposób zaostrzyło i tak napięte po pogromie lwowskim stosunki polsko-żydowskie. Jeden z oficerów ukraińskich policji oświadczył, że musiał „mitygować Żydów w zapale donosicielskim”. Stosunek Żydów do ZURL uległ istotnej zmianie po informacjach o masowych pogromach ludności żydowskiej na Ukrainie popełnionych przez oddziały Petlury oraz po mniejszych pogromach dokonanych przez żołnierzy UHA m.in. w Stanisławowie, Złoczowie i Stryju.

## MocarstwaEntentya ZURL i kwestiaGalicji Wschodniej
Paryska konferencja pokojowa zatwierdziła 25 czerwca 1919 administrację tymczasową Polski na terytorium Galicji Wschodniej. Państwa Ententy i organy przez nie wyłonione (Rada Ambasadorów, Rada Ligi Narodów) do 14 marca 1923 uznawały Galicję Wschodnią za terytorium sporne, nie należące do państwa polskiego, nad którym suwerenność sprawują państwa Ententy na mocy traktatu pokojowego Ententy z Austrią. Ententa nigdy nie uznała również de iure Zachodnioukraińskiej Republiki Ludowej. W odniesieniu do terytorium Galicji Wschodniej próbowała wprowadzić rozwiązania prowizoryczne, długoletniego (25 lat) mandatu dla Polski na zarządzanie Galicją, przy zapewnieniu temu terytorium statusu autonomii terytorialnej. Po upływie okresu mandatu miało nastąpić rozstrzygnięcie plebiscytowe. Intencją polityczną państw Ententy w czasie podejmowania tych rozstrzygnięć, było zachowanie terytorium Galicji Wschodniej dla białej Rosji. Polska sprzeciwiała się tym koncepcjom, jednocześnie realizując na administrowanym terytorium politykę faktów dokonanych, integrujących je z państwem polskim.
Po utrwaleniu władzy sowieckiej w Rosji i upadku oczekiwań na restytucję Rosji niebolszewickiej, 15 marca 1923 Rada Ambasadorów uznała suwerenność Polski na terytorium Galicji Wschodniej, przy zastrzeżeniu wprowadzenia przez Polskę statusu autonomicznego dla tego terytorium, czego surogat stanowiła ustawa o samorządzie wojewódzkim z września 1922, stwierdzająca już w samym tytule szczególny charakter terytorium Galicji Wschodniej w ramach państwa polskiego.
W związku z decyzją Rady Ambasadorów rząd ZURL, przebywający na emigracji w Wiedniu rozwiązał się 15 marca 1923, a jego członkowie w większości powrócili w granice Polski, aktywnie angażując się w życie polityczne i społeczne mniejszości ukraińskiej w II RP.

## Władze ZURL

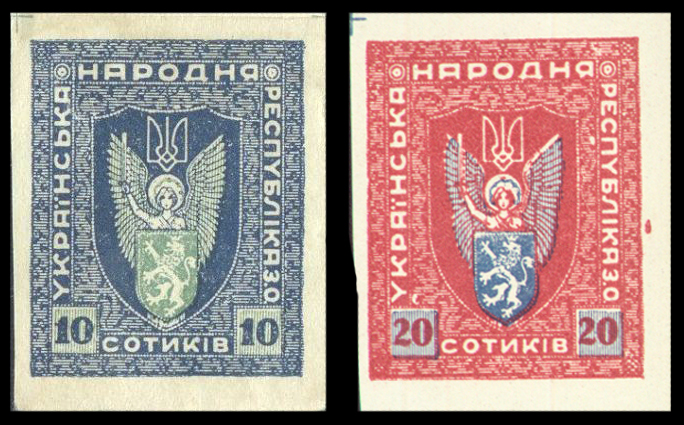
Znaczki pocztowe ZURL (1919)

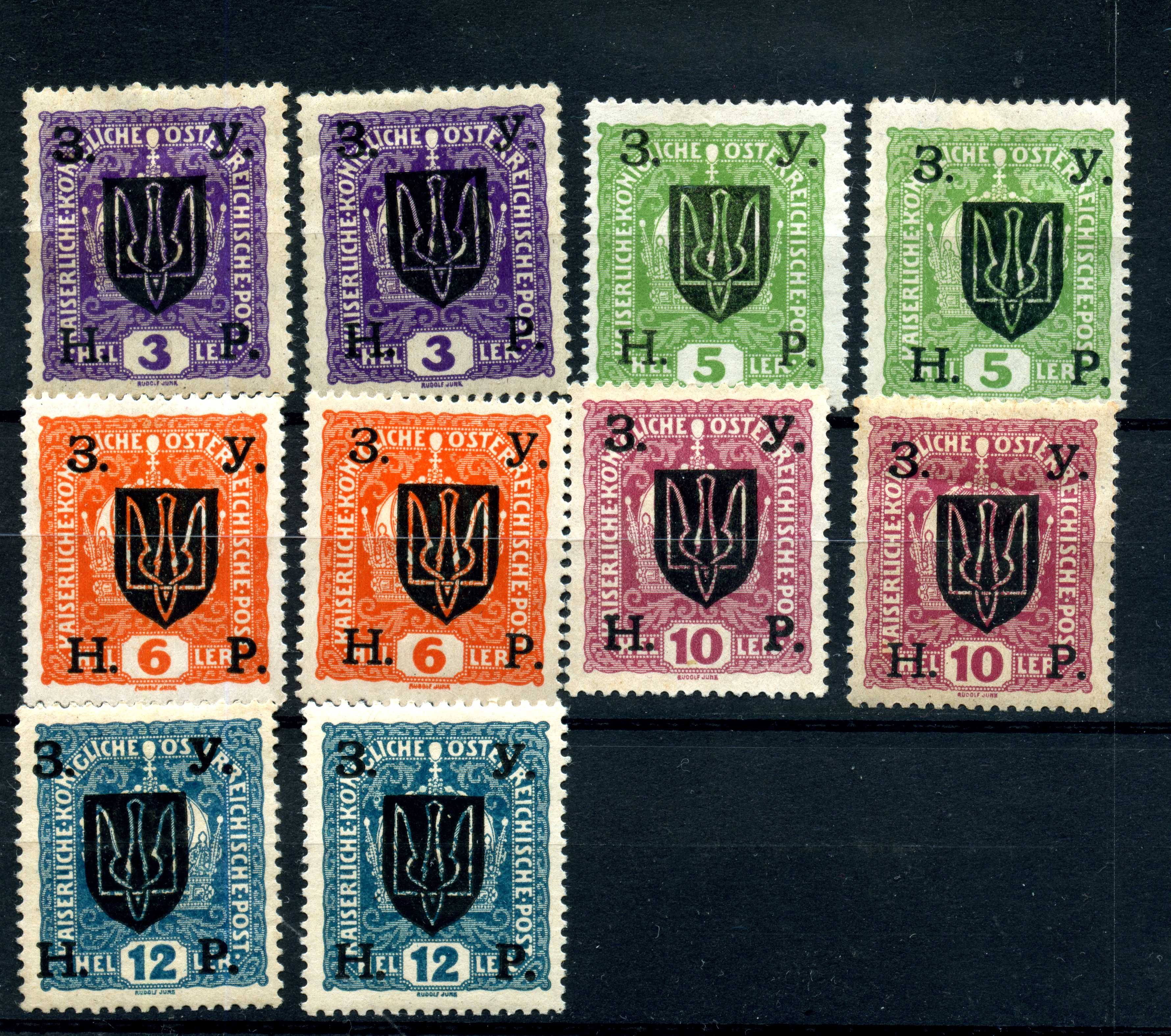
Znaczki pocztowe ZURL 1919 – nadruk na znaczkach austro-węgierskich

- 13 listopada 1918 – 9 czerwca 1919: Parlament – Ukraińska Rada Narodowa (ukr. Українська Національна Рада)
  - Przewodniczący – Jewhen Petruszewycz
  - Organ ustawodawczy Rady (od 4 stycznia 1919)
    - Prezydent – Jewhen Petruszewycz
    - Zastępcy: Łew Baczynski, Omelian Popowycz, Semen Wityk, Andrij Szmigelśkyj
    - Skład: Antin Horbaczewśkyj, Hryhorij Duwirak, Mychajło Nowakiwśkyj, Teofil Okunewski, Stepan Juryk
    - Sekretarze: Stepan Wytwycki, Stepan Siłećkyj, Osyp Ustyjanowycz

  - Organ wykonawczy – Sekretariat Państwowy (od 13 listopada 1918)
    - Prezydent Rady Sekretarzy Państwowych – Kost Łewycki (13 listopada 1918 – 4 stycznia 1919)
    - Sekretarze Państwowi: Kost Łewycki, Longyn Cehelski, Dmytro Witowski, Iwan Myron, Jarosław Łytwynowycz, Ołeksandr Pisecki, Ołeksandr Barwinski, Sydir Hołubowycz, Stepan Baran, Iwan Makuch, Stepan Czarnecki, Iwan Kuroweć, Wasyl Panejko, Stepan Fedak
    - Premier – Sydir Hołubowycz (4 stycznia 1919 – 6 czerwca 1919)
    - Sekretarze Państwowi: Sydir Hołubowycz, Wasyl Panejko, Iwan Makuch, Dmytro Witowski, Osyp Buraczynśkyj, Mychajło Martynec, Ahenor Artymowycz, Iwan Myron, Marian Kazanewycz. Później jeszcze: Longyn Cehelski, Mychajło Łozynski, Wiktor Kurmanowycz
- 6 czerwca 1919 – 16 lipca 1919: Dyktatura
  - Dyktator – Jewhen Petruszewycz
  - Rada Upoważnionych:
    - Sydir Hołubowycz – sprawy wewnętrzne
    - Stepan Wytwycki – sprawy zagraniczne
    - Wiktor Kurmanowycz – obrona
    - Iwan Myron – transport

## Mapy
